# Stoupec
Stoupec je zaniklá tvrz ze 14. století v Železných horách. Nachází se jihovýchodně od Březinky u Hošťalovic v okrese Chrudim. Dochovalo se po ní tvrziště, které je chráněno jako kulturní památka. V terénu jsou patrné pozůstatky opevnění v podobě valu a příkopu.

## Místopis
Tvrz stávala v katastru obce Březinka v kdysi hlubokých lesích, nedaleko od dnešní silnice č. 33742 vedoucí z Březinky na Jetonice. Ve středověku kolem tvrze vedlo několik důležitých cest vedoucích přes Železné hory a spojujících Čáslavsko s Chrudimskem. Hlavní přístup do Železných hor v této lokalitě byl Vícemilický průsmyk. Cesta tímto průsmykem byla jednou z odbočných větví Libické stezky vedoucí Čáslavskem. Vedla od kostela svaté Kateřiny v Licoměřících (dříve Vícemilice) hlubokým úvozem, místy se značným stoupáním (odtud možná název tvrze), až k soustavě cest kolem tvrze Stoupec. I když se již tyto cesty dávno k dopravě nepoužívají, dodnes jsou místy patrné jejich hluboké úvozy nejen v průsmyku, ale i u samotné tvrze, což svědčí, že kdysi byly intenzivně využívány. Na západ od tvrziště jsou patrné relikty úvozových cest směřujících od jihu na sever. Jejich šířka se pohybuje okolo 3 m a hloubka asi 1,5 m. Jeden relikt úvozové cesty směřuje od jihovýchodu až k samotnému tvrzišti. Patrně to byla hlavní přístupová cesta do tvrze. August Sedláček vyslovil domněnku, že se jedná o stoku, kterou byl napouštěn příkop kolem tvrziště vodou z rybníka, který byl údajně nad tvrzí. Jižním směrem však žádné pozůstatky po tomto rybníku nebyly nalezeny. Nehledě na to, že jižní, výše položená část území nad tvrzí je odvodňována na západě Starkočským potokem, přítokem Doubravy a na východě Struhou (Zlatotok), která se vlévá do Labe u Valů u Přelouče. Severním směrem, níže pod tvrzí, je prameniště Mlýnského potoka. Ten je přítokem zmiňované Struhy, do které se vlévá až u vesnice Chrtníky.
Severním směrem, za silnicí, jsou v místech nazývané Šaldík a U Spáleníka, pozůstatky po dávné hornické činnosti, zřejmě těžbě železné rudy. Název Šaldík je možné interpretovat jako odvozeninu z německého schal – jalový, zvětralý – místo, kam byla odvážena jalová zemina.
Východním směrem od tvrze, těsně za lesem, kde jsou dnes pole, se říká Na Hodech. Kdysi zde bývala vesnice Hody. Některé prameny uvádějí, že byla zničena během vpádu Matyáše Korvína do Čech roku 1469. Pravděpodobně však ves zanikla během třicetileté války, protože existuje záznam v berní rule z roku 1653 o obci Hody, kde se uvádí jako pustý Romoutilův grunt.

## Historie
Historii tvrze Stoupec lze rekonstruovat velmi omezeně, písemné prameny jsou skoupé a nebýt toho, že lokalita byla zakonzervována více než 300 let lesním porostem, těžko bychom hledali místo, kde stála a těžko bychom si mohli udělat představu o její velikosti. Skoro veškeré informace o historii tvrze shromáždil August Sedláček. Počátky tvrze klade do konce 14. století. Delší historii tvrze však naznačují archeologické nálezy. Část nalezených zlomků keramiky, ostruha s pyramidálním bodcem a vzácné zlomky palcátu, posouvají existenci tvrze nebo alespoň osídlení lokality již do 13. století. První písemná zmínka pochází z roku 1394 v predikátu majitele tvrze, Jana Chrasta de Stupecz. Jan vyprosil na králi odúmrť po Petru Milčevsi. O dalším osudu Jana Chrasta de Stupecz není nic známo. August Sedláček uvádí, že tvrz byla spojena s nedalekými Hošťalovicemi. Část Hošťalovic ve 14. a 15. století vlastnil Zdeněk z Urbanic a druhá část, skládající se z poplužního dvora na Stoupci a několika kmetcích dvorů v Hošťalovicích, patřila Matěji Slaměncovi. V roce 1399 prodal Matěj svůj díl Držkovi z Kratonos. Ten díl prodal v roce 1419 Janovi z Čejkovic zvaného Býchora. Po odeznění husitských válek vlastnil tento majetek Franěk z Hrobčic. Ten zemřel v roce 1446 a roku 1486 je jeho majetek prohlášen za královskou odúmrť, v níž je uvedeno „… statky na Železných horách, v Stoupci tvrz pustá a ve vsi Hošťalovicích…“ Zda Stoupecká tvrz zanikla během husitských válek nebo při vpádu Matyáše Korvína do Čech, žádné prameny neuvádějí.

## Tvrziště
Nejvýraznějším objektem je samotné tvrziště, které je tvořeno jádrem, příkopem a valem. Jádro tvoří vyvýšený pahorek, jehož horní plocha má téměř kruhovitý půdorys o průměru 18 až 20 metrů. Jádro bylo jistě navýšeno zeminou vytěženou z příkopu, který jej obklopuje. Příkop je oválného tvaru, na horní, vnější hraně se průměr pohybuje v rozmezí 43,5 až 46 metrů. Jeho hloubka, počítáno od okolního terénu, činí tři až čtyři metry. Dalším dobře zachovalým prvkem je násep na severní straně objektu.

### Hospodářské objekty
V jižním až jihozápadním těsném sousedství tvrziště jsou tři konkávní objekty, kde hloubka dosahuje asi 1,5 m. Zřejmě se jedná o relikty sklepení hospodářských stavení patřících ke tvrzi.

### Vodní nádrž a studánka
Asi 30 m severozápadně od tvrziště bývala malá vodní nádrž o rozměrech 22 × 17 m. Hráz je na severní straně, kde je dodnes patrné místo pro stavidlo. Nádrž leží v pramenné pánvi Mlýnského potoka a z těchto pramenů je i napájena. Hloubka nádrže u hráze byla v rozmezí 0,5 až 1,2 m. Dá se interpretovat jako napajedlo pro dobytek, protože zdrojem pitné vody byla studánka, která se dochovala dodnes. Leží asi 11 m severovýchodně od vodní nádrže a je napájena spodním pramenem. Její průměr je 0,8 m a hloubka 0,6 m. Dno studánky je vyloženo kameny. Dochovalo se částečně i kamenné roubení.